# Francisco Bermejo y Roldán
Francisco Bermejo y Roldán (Lima, 1637 - ca. 1710), fue un médico criollo que ocupó altos cargos profesionales y académicos en el Virreinato del Perú. Rector de la Universidad de San Marcos.

## Biografía
Sus padres fueron el alférez Juan de Bermejo y Roldán, y Elvira de Armellones. En la institución sanmarquina, obtuvo los grados de Doctor en Medicina y Cirugía, desempeñando luego la cátedra de Vísperas de Medicina durante seis años. Incorporado al Real Tribunal del Protomedicato (1673), ejerció el cargo de alcalde examinador de Medicina. Por estos años aparece como personaje satirizado en Diente del Parnaso, obra en verso del andaluz Juan del Valle Caviedes.
Sin embargo, su prestigio profesional hizo que el claustro sanmarquino lo elija rector, fundándose durante su gestión la cátedra de Método de Medicina. Incluso el virrey Conde de la Monclova lo nombró Protomédico General del Virreinato (9 de setiembre de 1692), asumiendo como tal la cátedra de Prima de Medicina y el cargo de médico de cámara del propio Virrey.

## Obra
- Discurso de la enfermedad sarampión experimentada en la Ciudad de los Reyes (1694).

| Predecesor: Francisco de León Garabito | Rector de la Universidad de San Marcos 1690 - 1691 | Sucesor: Francisco de Zabala |